# Cristina Alexander
Cristina Alexander (Houston, Texas, Estados Unidos, 10 de noviembre de 1991), es una periodista estadounidense, trabaja para ESPN Latinoamérica, es presentadora de la nueva edición de ESPN México del noticiero SportsCenter junto a Sergio Dipp.

## Vida personal
En 2010 ingresó a la Universidad de Misuri, donde concluyó su licenciatura en Periodismo de Difusión en la Escuela de Periodismo de la Universidad de Misuri "Mizzou" en 2014.
Es fanática declarada del fútbol soccer, su club favorito es el Monterrey.

## Trayectoria
Inició su carrera como periodista en 2013, mientras cursaba su último año de licenciatura en Missouri, en la cadena NBC, en el noticiero Komu 8 News, compartiendo créditos con la periodista estadounidense Brittany Pieper.
Se especializa en el periodismo deportivo, sobre todo en fútbol y realiza análisis sobre táctica y estrategia de este deporte.

### Univision
En 2014 se arraigó en Guadalajara, y en esa ciudad realizó el rol de corresponsal para la cadena Univisión, cubriendo los campamentos de los equipos tapatios del fútbol mexicano.

### Televisa Deportes Network
En 2015 colabora para TDN, con reportes de los clubes (Guadalajara, Atlas y Leones Negros de la U. de G.)

### ESPN
En 2015 se integró a ESPN Latinoamérica como corresponsal especial, cubrió todo lo que sucedía en el campamento del Guadalajara. Comenzó a destacar por su facilidad de palabra, y esto sumado a su dominio del inglés, le catapultaron en 2016, para ser a partir de noviembre de ese año, la copresentadora de la edición de mediodía de SportsCenter, el noticiero estelar de la cadena, al lado de Sergio Dipp.
A partir de 2021 forma parte de las narradoras de la cadena, siendo estelar en partidos de fútbol femenino.